# Jonathan Lastra
Jonathan Lastra Martínez (Bilbao, 3 juni 1993) is een Spaans wielrenner en veldrijder die sinds 2023 rijdt voor Cofidis.

## Carrière
In 2015 werd Lastra tweemaal zesde in een etappe in de Ronde van Portugal van de Toekomst. Daarnaast eindigde hij als zesde in het eindklassement van diezelfde ronde, op bijna twee minuten van winnaar Julen Amezqueta.
In 2016 maakte hij zijn debuut als prof voor Caja Rural-Seguros RGA. Zijn eerste wedstrijdkilometers maakte hij in de GP La Marseillaise 2016, die hij niet uitreed. In de eerste etappe van de Ronde van het Baskenland trok Lastra met drie anderen in de aanval. Tijdens de etappe wist de Spanjaard meer bergpunten te verzamelen dan zijn medevluchters, waardoor hij de eerste bergtrui aan mocht trekken. Een dag later verloor hij deze trui aan Nicolas Edet. In het uiteindelijke bergklassement eindigde Lastra op de zesde plek, met 34 punten achterstand op winnaar Diego Rosa.

## Veldrijden

### Palmares
| Seizoen   | Wereldbeker | WK       | EK       | SK       | Overige         | Totaal aantal zeges |          |
| Junioren  | Junioren    | Junioren | Junioren | Junioren | Junioren        | Junioren            | Junioren |
| --------- | ----------- | -------- | -------- | -------- | --------------- | ------------------- | -------- |
| 2009-2010 |             |          |          | 6e       |                 | 0                   |          |
| 2010-2011 |             | 17e      |          | Zilver   | Medina de Pomar | 1                   |          |
| Beloften  |             |          |          |          |                 |                     |          |
| 2011-2012 |             | 37e      |          | 34e      |                 | 0                   |          |
| 2012-2013 |             | 15e      |          | Goud     |                 | 1                   |          |
| 2013-2014 |             | 17e      |          | Goud     |                 | 1                   |          |

## Wegwielrennen

### Overwinningen
2013
Baskisch kampioen op de weg, Beloften
2019
Clássica da Arrábida
2022
1e etappe Trofeo Joaquim Agostinho

### Resultaten in voornaamste wedstrijden
| Jaar | Ronde van Italië | Ronde van Frankrijk | Ronde van Spanje |
| ---- | ---------------- | ------------------- | ---------------- |
| 2018 |                  |                     | 123e             |
| 2019 |                  |                     | 101e             |
| 2020 |                  |                     | 61e              |
| 2021 |                  |                     | opgave           |
| 2022 |                  |                     |                  |
| 2023 | 35e              |                     |                  |
| 2024 |                  |                     | opgave           |
| 2025 | 65e              |                     |                  |

| Jaar | Milaan-San Remo | Amstel Gold Race | Ronde van Lombardije | Waalse Pijl | Clásica San Sebastián |
| ---- | --------------- | ---------------- | -------------------- | ----------- | --------------------- |
| 2018 |                 |                  |                      |             | 45e                   |
| 2019 |                 |                  |                      |             | 36e                   |
| 2020 |                 |                  |                      |             |                       |
| 2021 |                 |                  |                      |             | 99e                   |
| 2022 |                 |                  | opgave               |             | 16e                   |
| 2023 |                 | opgave           |                      | 63e         |                       |
| 2024 |                 |                  |                      |             | 58e                   |
| 2025 | 73e             |                  |                      |             | 66e                   |

## Ploegen
- 2016 –  Caja Rural-Seguros RGA
- 2017 –  Caja Rural-Seguros RGA
- 2018 –  Caja Rural-Seguros RGA
- 2019 –  Caja Rural-Seguros RGA
- 2020 –  Caja Rural-Seguros RGA
- 2021 –  Caja Rural-Seguros RGA
- 2022 –  Caja Rural-Seguros RGA
- 2023 –  Cofidis
- 2024 –  Cofidis
- 2025 –  Cofidis

Aramendia · Arroyo · Barbero · Benito · Bilbao · Carthy · Ferrari · Gallego · D. Gonçalves · J. Gonçalves · Lastra · Madrazo · Mas · Molina · Pardilla · Prades · Rosón · Rubio · Sáez · Vilela · Azkarate (stagiair) · Irisarri (stagiair) · Zabala (stagiair)
Aranburu · Arroyo · Benito · Butler · Celano · Ferrari · Irisarri · Lastra · Mas · Molina · Oien · Page · Pardilla · Prades · Reis · Rosón · Rubio · Sáez · Schultz · Trofimov · Zabala · Pelegrí (stagiair) · Serrano (stagiair) · Sola (stagiair)
Amezqueta · Aranburu · Benito · Celano · Cuadros · Ferrari · Irisarri · Lastra · Mas · Molina · Moreira · Oien · Pardilla · Reis · Rodríguez · Schultz · Serrano · Silva · Soto · Yssaad · Zabala
Aberasturi · Amezqueta · Aranburu · Banaszek · Cañellas · Cepeda · Tsjernetski · Cuadros · Gonçalves · González · Irisarri · Lastra · Malucelli · Molina · Mora · Moreira · Nicolau · Pardilla · Rodríguez · Serrano · Soto · Lazkano (stagiair) · Martín (stagiair) · Pascual (stagiair)
Amezqueta · Aular · Bagües · Barceló · Barrenetxea · Calle · Cepeda · Cuadros · Etxeberria · García · González · Johnston · Lastra · Leitão · Martín · Murguialday · Nicolau · Nieve · Pira · Prades ·Schlegel  · Balderstone (stagiair) · López de Abetxuko (stagiair) · López (stagiair)
Allegaert · Bidard · Carvalho · Champion · Cimolai · Consonni · Coquard · Delettre · Fernández · Finé · Geschke · Jesús Herrada · José Herrada · Izagirre · Kreder · Lafay · Lastra · Mariault · Martin · Noppe · Perez · Périchon · Renard · Rochas · Thomas · Toumire · Wallays · Walscheid · Wood · Zingle · Gudnitz (stagiair) · Knight (stagiair) · Larmet (stagiair)
Allegaert · Aniołkowski · Champion · Coquard · De Gendt · Debeaumarché · Elissonde · Fernández · Finé · Fretin · Geschke · Gougeard · Hermans · Herrada · G. Izagirre · J. Izagirre · Knight · Lastra · Mahoudo · Mariault · Martin · Noppe · Oldani · Perez · Renard · Robeet · Thomas · Toumire · Wood · Zingle · Coppens (stagiair) · Gruszczynski (stagiair) · Larmet (stagiair)
Allegaert · Aniołkowski · Aranburu · Buchmann · Carr · Coquard · De Gendt · Debeaumarché · Ferron · Finé · Fretin · Herrada · Izagirre · Izquierdo · Knight · Lastra · Maas · Mahoudo · Maisonobe · Moniquet · Oldani · Ourselin · Perez · Renard · Robeet · Samitier · Teuns · Thomas · Toumire · Touzé